# XTC (singolo)
(Trace Cyrus durante un concerto in Louisville)
XTC (Ecstasy) è un singolo degli Ashland High, gruppo musicale del cantante statunitense Trace Cyrus, pubblicato l'8 agosto 2012. Il brano è stato prodotto dai The Lost Boys e mixato da Nicolas Roberge, ed è il quarto brano estratto dal mixtape Geronimo.
Il videoclip realizzato per il brano è stato girato da Tyler Davis (lo stesso regista dei due singoli che hanno preceduto XTC) in casa del cantante e può essere considerato il seguito di quanto visto nel video ideato per il singolo precedente.

## Tracce
Download digitale
1. XTC - 3:35